# Torresotto di Porta Nuova
Il Torresotto di Porta Nova è una delle 18 porte della seconda cerchia muraria della città di Bologna

## Storia
La seconda cerchia muraria viene costruita verso la fine del XII secolo per difendere la città di Bologna, che nel frattempo si era espansa (rispetto alla prima cerchia delle mura). 
Il torresotto si trova su via Porta Nova, ma non è lui a dare origine al nome della strada. Porta della Quattro Croci era  una porta della prima cerchia muraria, corrispondente all'incirca al punto in cui il Palazzo Comunale tocca piazzetta Giorgio Guazzaloca. Da tale porta si diramava una strada che ha preso il nome di Porta Nova e sulla quale è stato costruito l'attuale torresotto.
Attualmente solo 4 delle 18 porte sono ancora presenti sul territorio della città.